# 古蘭縣
古蘭縣，是明代交阯承宣布政使司鎮蠻府下轄的一個縣，後陷入安南，治所約在今越南太平省瓊瑰縣和扶翼縣的西南的東關縣，可能還包括前水江南面現在的先興縣地，在這裡現在還有古關社。

## 沿革
- 永樂五年六月癸未朔（1407年7月5日）置，隸鎮蠻府[2]。
- 永樂七年正月二十一甲子（1409年2月5日），設古蘭縣之啜口、大全江口廵檢司[3]。
- 永樂十三年八月二十三日（1415年9月25日），併神溪縣入古蘭縣[4]。
- 永樂十四年五月十五日（1416年6月10日），設古蘭縣僧會司[5]。
- 永樂十六年八月初二日（1418年9月1日），神溪縣之古刀鎮巡檢司隸古蘭縣[6]。
- 永樂十七年三月十九日癸亥（1419年4月13日），設古蘭縣儒學、醫學、道會司[7]。
- 永樂十七年九月十四日丙辰（1419年10月3日），革鎮蠻府為鎮蠻州，以所隸古蘭縣、廷河縣二縣併入本州[8]。